# Anglo-Eastern Group
Anglo-Eastern Group — одна из крупнейших в мире компаний в области комплексного обслуживания судов, базирующаяся в Гонконге.

## История
Компания основана в 1974 году, в 2001 году слилась с британской Denholm Ship Management. В 2009 году Anglo-Eastern Group открыла в городе Карджат возле Мумбая свою морскую академию по подготовке матросов и мотористов.  

## Структура
Anglo-Eastern Group занимается управлением и техническим обслуживанием судов и яхт, наймом и обучением экипажей. По состоянию на лето 2011 года компания управляла флотом из более чем 380 судов, главным образом контейнеровозов, балкеров, нефтеналивных танкеров и судов для перевозки автомобилей (большая часть судов принадлежала голландской группе Dockwise). 
Кроме того, Anglo-Eastern Group контролировала для своих клиентов постройку судов в Китае, Корее и на Филиппинах; занималась подбором и наймом моряков в Индии, Бангладеш, Шри-Ланке, Филиппинах, Китае, Индонезии, Украине, России, Латвии Великобритании и Австралии.
Главные офисы Anglo-Eastern Group расположены в Гонконге, Сингапуре и Глазго, второстепенные — в Антверпене, Бремене, Индии и США. Компания имеет собственные учебные центры по подготовке членов экипажей в Гуанчжоу, Маниле, Ченнае, Колкате, Мумбае и Одессе, а также морскую академию в Карджате возле Мумбая.